# Ньїредьгаза (футбольний клуб)
«Ньїредьгаза» — угорський футбольний клуб з однойменного міста, який виступає в Національному чемпіонаті 1.

## Досягнення
- Другий дивізіон чемпіонату Угорщини
  -  Чемпіон (1): 2013/14

- Другий дивізіон чемпіонату Угорщини (Схід)
  -  Чемпіон (1): 2006/07

## Відомі гравці
- Анатолій Балацький
- Володимир Цап
- Руслан Чернієнко